# Sewon Okazawa
Sewon(rets) Quincy Mensah Okazawa (japanisch 岡澤セオン Okazawa Seon, * 21. Dezember 1995 in Yamagata) ist ein japanischer Boxer im Weltergewicht. Er war Teilnehmer der Olympischen Spiele 2020 in Tokio und gewann die Goldmedaille bei den Weltmeisterschaften 2021 in Belgrad.
Der Sohn eines Ghanaers und einer Japanerin ist Absolvent der Chūō-Universität.

## Karriere
Sewonrets Okazawa begann 2011 im Alter von 16 Jahren mit dem Boxsport. Er wird von Shunya Aratake trainiert.
Sein erster großer Erfolg war der Gewinn der Silbermedaille im Weltergewicht bei den Asienmeisterschaften 2019 in Bangkok. Er nahm daraufhin an den Weltmeisterschaften 2019 in Jekaterinburg teil und besiegte Wahid Hambli sowie Chemseddine Kramou, ehe er im Viertelfinale mit 2:3 gegen den späteren Silbermedaillengewinner Pat McCormack auf einem fünften Platz ausschied.
Im März 2020 konnte er bei der asiatischen Olympiaqualifikation in Amman Pan Hung-ming und Wuttichai Masuk besiegen, womit er sich für die Olympischen Spiele 2020 in Tokio qualifizierte. Dort schlug er in der Vorrunde Vikas Krishan, schied aber dann im Achtelfinale mit 2:3 gegen den späteren Goldmedaillengewinner Roniel Iglesias aus.
Bei den Weltmeisterschaften 2021 in Belgrad gewann er die Goldmedaille im Weltergewicht. Er besiegte dabei Miguel Ferrin, Dmitri Galagot, Asadxoʻja Moʻydinxoʻjayev, Wahid Abbasow, Abylaichan Schüssipow und Omari Jones. Zusammen mit seinem Landsmann Tomoya Tsuboi, der zuvor die Goldmedaille im Bantamgewicht gewonnen hatte, wurden sie die ersten japanischen Gewinner von Boxweltmeisterschaften.
Mit dem Gewinn der Asienspiele 2023 in Hangzhou qualifizierte er sich für seine zweiten Olympischen Spiele, 2024 in Paris, wo er in der Vorrunde gegen den Jordanier Zeyad Iashaish ausschied.